# De Drij Dragonders

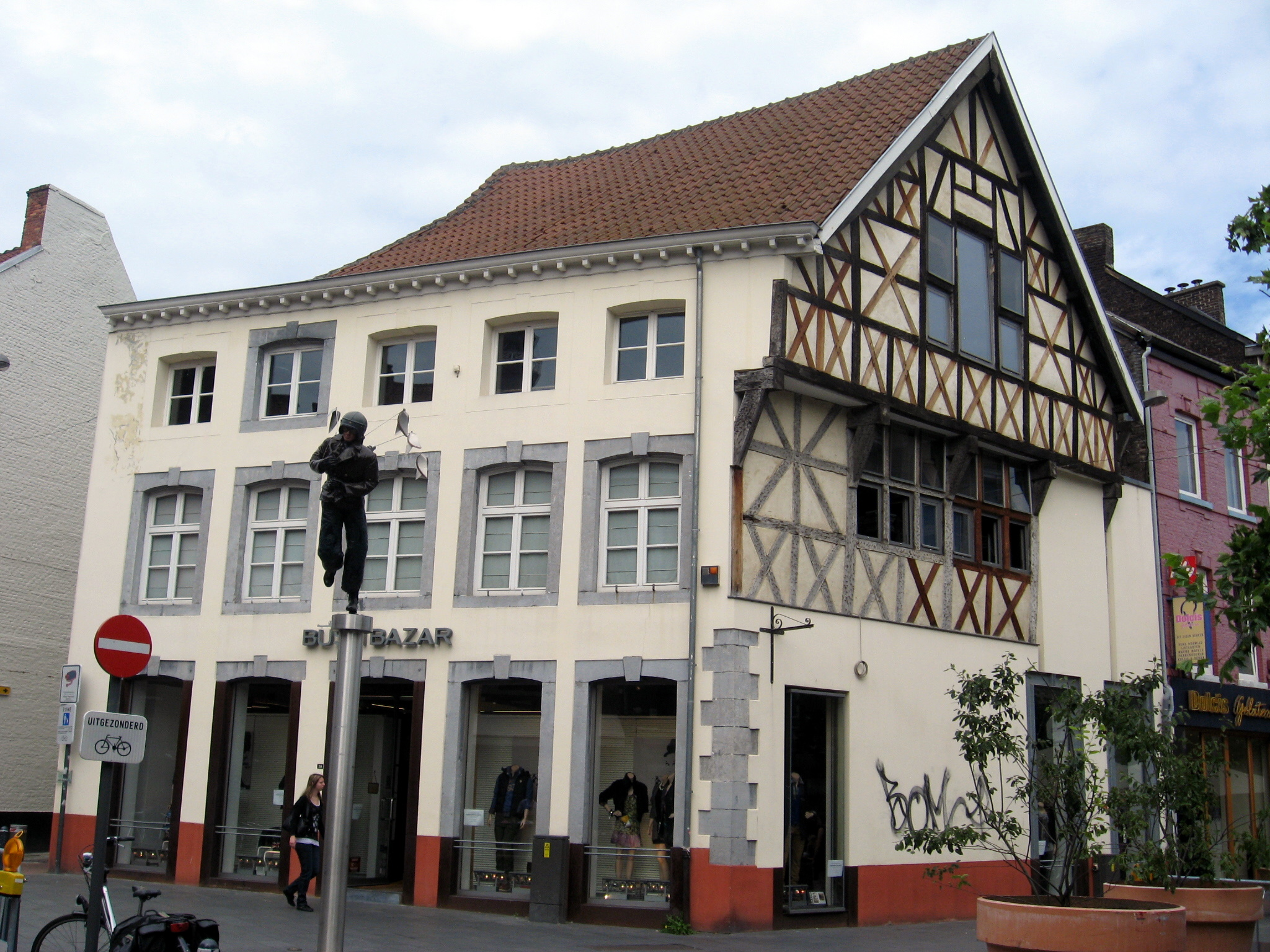
De Drij Dragonders

De Drij Dragonders is een hoekhuis aan Botermarkt 28, op de hoek van de Zuivelmarkt, te Hasselt.
Het huis is een samenvoeging van een aantal deelhuizen. De vakwerkgevel aan de Zuivelmarkt was de voorgevel van een van deze deelhuizen. Deze stamt uit omstreeks 1540. Het bovendeel van deze gevel is uitgekraagd. In de 18e eeuw werden de deelhuizen tot één pand verenigd en werd de gevel aan de zijde van de Botermarkt gebouwd. Deze gevel staat schuin ten opzichte van de nok, omdat ze de rooilijn van de Botermarkt volgt. Door deze verbouwing is de vakwerkgevel een schijnbare zijgevel geworden.
In 1980 werd het huis beschermd als monument.